# Села-при-Волчах
Села-при-Волчах (словен. Sela pri Volčah) — поселення в общині Толмин, Регіон Горишка, Словенія. Висота над рівнем моря: 237,7 м. Розташоване на правому березі річки Соча.